# Compagnie générale d'entreprises automobiles
La Compagnie générale d'entreprises automobiles (CGEA) est créée en 1912 pour gérer un parc de véhicules routiers utilitaires. Elle s'oriente en 1919 vers les activités de ramassage d'ordures ménagères. En 1980, elle est intégrée à la Compagnie générale des eaux pour devenir ensuite en 1999 la Connex qui est renommée en 2005 Veolia Transport.

## Histoire
La compagnie CGEA est créée en 1912 par Lazare Latil avec le soutien de Charles Blum (1885-1944), X promotion 1905, ingénieur de l'école polytechnique. Son siège social se trouve à Levallois-Perret, au 12 rue de Bretagne.
En 1921, la compagnie se voit attribuer par la ville de Paris le marché de ramassage des ordures ménagères. Elle assure un service de location de camions à diverses entreprises comme les messageries Hachette.
En 1925, un important garage est construit rue Pascal à Paris dans le 13e arrondissement, d'une capacité de 100 véhicules.
La compagnie CGEA s'implante dans le secteur des transports urbains
La CGEA se sépare de la société Latil qui constitue en 1955 Saviem par un regroupement avec d'autres constructeurs.